# Asociación Histórico-Cultural Teodoro Reding
La Asociación Histórico-Cultural Teodoro Reding es un colectivo sin ánimo de lucro radicado en la ciudad española de Málaga, que tiene como objetivo la divulgación de la historia de ella y su provincia a finales del siglo XVIII y principios del XIX, con especial incidencia en el contexto de la Guerra de Independencia Española. Otro de sus fines, como indica su denominación, es el ensalzamiento y defensa de la figura del general suizo al servicio de la Corona española Teodoro Reding von Biberegg, gobernador civil y militar de la plaza malacitana (1806-1808).

## Origen y funciones
Nacida como continuación natural del preexistente Grupo de Recreación Histórica «Regimiento Suizo de Reding n.º 3» en 2008, ella misma declara que sus metas son: la investigación y divulgación, en todos su campos, de la historia y la cultura. Priorizando los hechos ocurridos en Málaga en los siglos XVIII y XIX, y especialmente el de la Guerra de la Independencia (1808–1814). Se constituyó así la primera entidad en territorio peninsular en reconocimiento de la labor de los militares suizos en España.
Para lograr este objetivo, su principal herramienta es la recreación histórica, por medio de la cual pretenden hacer palpables los hechos ocurridos atrás en el tiempo. A lo largo del año, además, organiza actos conmemorativos y/o de mencionada recreación, exposiciones, conferencias, rutas culturales, etc.
Entre sus últimos objetivos destaca la creación de un monumento dedicado a Teodoro Reding, cuyas donaciones han podido cubrir la financiación en diciembre de 2017, a la espera de entablar conversaciones con el Ayuntamiento de Málaga para decidir su futuro emplazamiento. Tras cinco años recaudando donativos a través de actividades culturales y la colaboración de instituciones de Suiza, el 4 de octubre de 2019 esta asociación inauguró una estatua de bronce de dos metros y medio, obra del escultor Juan Vega Ortega, en la plaza de La Malagueta, recordando así al gobernador de Málaga y héroe de la batalla de Bailén, así como a los malagueños que participaron en la Campaña de Andalucía de 1808.